# José de Ribas
José de Ribas, nome completo José Pascual Domingo de Ribas y Boyons, conosciuto in Italia come Don Giuseppe de Ribas y Boyons, in Russia come Osip (Iosif) Michajlovič Deribas (in russo Осип (Иосиф) Михайлович Дерибас?; Napoli, 24 settembre 1749 – San Pietroburgo, 14 dicembre 1800), è stato un ammiraglio italiano.
Fu il fondatore della città e del porto di Odessa.

## Biografia

### I primi anni
José era il figlio di Miguel de Ribas y Buyens, discendente da una nobile famiglia spagnola e console della sua patria nel Regno di Napoli. Sua madre era Margaret Plunkett, di origini irlandesi. Suo padre, come ufficiale e membro della corte spagnola, si trasferì a Napoli al servizio di Carlo VII (il futuro Carlo III di Spagna), dopo la guerra di successione spagnola. José ebbe modo di studiare con tutori privati, primeggiando in particolare nella conoscenza delle lingue, parlando fluentemente in tutto sei idiomi (spagnolo, italiano, latino, inglese, francese e tedesco, a cui si aggiunse in seguito il russo).

### La carriera militare

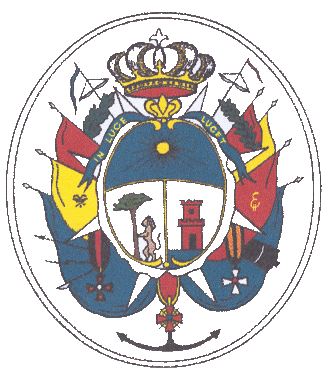
Stemma personale di José de Ribas con le bandiere dell'esercito e l'ancora della marina militare

Entrò nell'esercito napoletano all'età di 16 anni venendo ammesso nella Guardia Napoletana (Reggimento Fanteria Sannita) con il grado di sottotenente. A vent'anni, con il grado di maggiore dell'esercito, la sua vita prese una svolta: fu presentato a Livorno al conte Aleksej Grigor'evič Orlov, fratello dell'amante dell'imperatrice Caterina la Grande, Grigorij Grigor'evič Orlov, che lo prese al suo servizio come assistente e interprete. Durante il suo viaggio in Russia, prese parte alla Guerra russo-turca (1768-1774).
Nel 1772 arrivò in Russia, con il grado di capitano. Nel 1783 entrò al servizio del nuovo favorito dell'imperatrice, il principe Grigorij Aleksandrovič Potëmkin. Promosso al grado di colonnello, partecipò alla conquista della penisola di Crimea, per poter costruire la nuova base della flotta del Mar Nero, Sebastopoli. Con lo scoppio della Guerra russo-turca (1787-1792) divenne l'ufficiale di collegamento tra il generale russo Grigorij Aleksandrovič Potëmkin ed l'ammiraglio statunitense John Paul Jones. A proposito di questo periodo, lo storico americano King disse di lui:
Sul finire del 1789, i granatieri di de Ribas catturarono Khadjibey (il villaggio ove in seguito sorgerà la città di Odessa) senza combattere: "Fu, difatti, una delle più grandi non-battaglie della guerra. L'intero fatto durò non più di mezz'ora. La guarnigione ottomana, alcune dozzine di soldati coi loro ufficiali, si arresero praticamente subito".
Il suo più grande successo personale fu ad ogni modo l'assedio di Izmaïl del 1790 sotto il supremo comando del feldmaresciallo Aleksandr Vasil'evič Suvorov. De Ribas propose un piano di attacco che venne approvato da Suvorov, e consentì alle forze russe di mare e di terra di prendere la fortezza che era giudicata inespugnabile. La sconfitta venne vista come una catastrofe nell'Impero ottomano, mentre in Russia venne glorificata addirittura nell'inno nazionale. Nel 1791 de Ribas venne promosso contrammiraglio e comandante della flotta russa del Mar Nero. Venne promosso viceammiraglio nel 1795 e ammiraglio nel 1796.

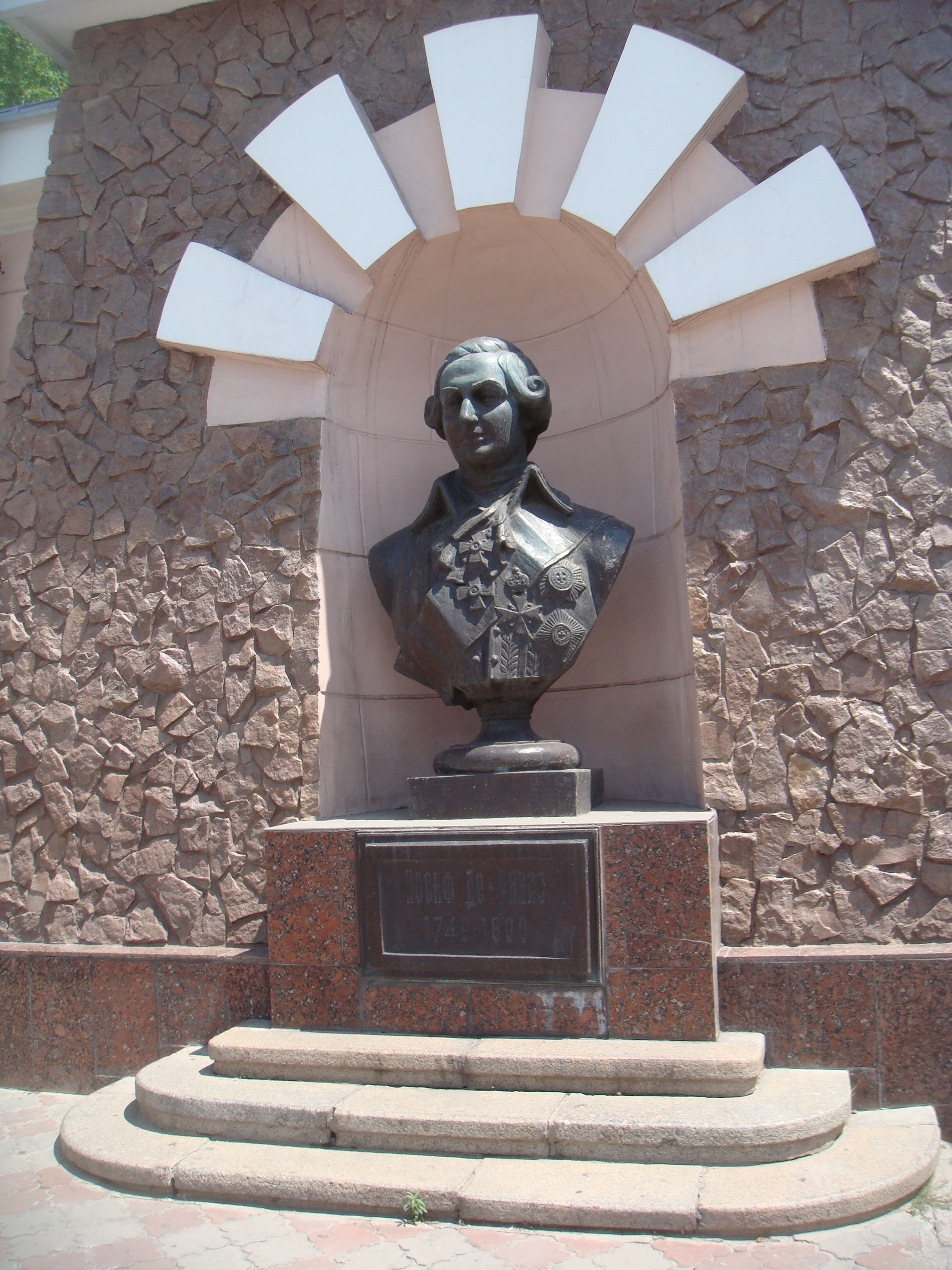
Monumento a José de Ribas presso il porto di Odessa

Poco dopo la fine della guerra, propose un piano a Caterina per trasformare l'ex villaggio ottomano di Khadjibey in uno dei principali porti russi che annualmente non correvano il rischio di ghiacciarsi in inverno; la zarina accettò l'idea ed il 27 maggio 1794 emise un editto per la fondazione di un centro commerciale e di scambio marittimo di cui de Ribas divenne amministratore capo (glavnyi nachal'nik). L'ammiraglio iniziò la costruzione di case in pietra ed edifici amministrativi che saranno poi la base della futura città. Quanto al nome, si ispirò all'eredità classica, in particolare all'Odissea. Si tramanda che Ulisse navigò a lungo nel Mar Nero: per questo motivo scelse, in suo onore, il nome di Odessa.
José de Ribas fu implicato nel complotto per assassinare l'imperatore Paolo, ma morì molti mesi prima dell'assassinio. Numerose fonti suggeriscono che sia stato avvelenato da uno dei cospiratori, il conte von Palen, per impedirgli di rivelare l'intrigo che si tesseva contro lo zar. Fu inumato al cimitero dei tedeschi a San Pietroburgo.
Massone, fu membro di una loggia di San Pietroburgo.
Il giorno del bicentenario della fondazione della città di Odessa (2 settembre 1994), venne svelato un monumento a José de Ribas nella città, posto all'inizio della strada che prende il suo nome, ossia: via Deribasovskaya. Per sottolineare il ruolo avuto da de Ribas nella fondazione della città, lo scultore di Odessa Alexander Knyazik ha raffigurato l'ammiraglio con una pala in una mano e una mappa dettagliata della città nell'altra.

## Matrimonio
Sposò Anastasija Ivanovna Beckaja (1741-1822), figlia illegittima di Ivan Ivanovič Beckoj. Ebbero due figlie;
- Sof'ja Osipovna (1779-?), sposò Ivan Saviè Gorgola;
- Ekaterina Osipovna (1794-1827), sposò Mikhail Mikhailovich Dolgorukov.